# Прусс Валерій Валентинович
Вале́рій Валенти́нович Пру́сс (9 січня 1956, Вінниця) — український артист, Народний артист України.

## Біографічні відомості
Валерій Валентинович народився 9 січня 1956 року у Вінниці. Закінчивши школу у 1973, вступив у Київський інститут театрального мистецтва ім. І. К. Карпенка-Карого, який закінчив в 1977. Після закінчення інституту переїхав у Донецьк, де за призначенням працював артистом в Донецькому театрі музичної комедії і драми ім. Артема. А з 1979-го, повернувшись до Вінниці, працює артистом у Вінницькому музично-драматичному театрі ім. М.Садовського.
У 1996 отримав звання Заслуженого артиста України. А у 2006 указом Президента України Віктора Ющенка присвоєно звання Народного артиста України.
Лауреат Літературно-мистецької премії «Кришталева вишня» (2002).
Указом Президента України № 336/2016 від 19 Серпня 2016 року нагороджений ювілейною медаллю «25 років незалежності України».

## Ролі

### у театрі
Валерій Прусс є провідним артистом Вінницького театру ім. М.Садовського. Глядачі добре знають його за ролями у спектаклях:
- Наполеон — «Баядері»,
- Палач — «Мораль пані Дульської»,
- Бред — «Дорога Памела» (Дж. Патрика),
- Кат — «Друга смерть Жани д'Арк» (С.Цанєва). Реж. — Славінська Таїсія Дмитрівна,
- Герострат — «Забути Герострата» (Г. Горіна). Реж. — В. Шалига,
- Суддя — «Маруся Чурай» (Л. Костенко). Реж. — Селезньов Віталій Євдокимович,
- Ассо — «Ассо та Піаф» Реж. — Т. Славінська,
- Онисим — «Кохання у стилі бароко» (Я. Стельмаха). Реж. — Славінська Таїсія Дмитрівна,
- Іван Войницький — «Дядя Ваня» (А. Чехова). Реж. — Славінська Таїсія Дмитрівна,
- Городничий — «Ревізор» (М. Гоголя). Реж. — Селезньов Віталій Євдокимович,
- Ферекіс — «Потрібен брехун» (Д. Псафаса). Реж. — Селезньов Віталій Євдокимович,
- Граф Альмавіва — «Шалений день, або одруження Фігаро» (Бомарше). Реж. — Селезньов Віталій Євдокимович,
- Вадим — «Осіння мелодія» (В. Селезньов). Реж. — Селезньов Віталій Євдокимович,
- Реб Цодек — «Хелемські мудреці» (М. Гершензона). Реж. — В. Сікорський,
- Роберт — «Гарнір по-французьки» (М. Камолетті). Реж. — Славінська Таїсія Дмитрівна,
- Дейл Гардінг — «Політ над гніздом зозулі» (К. Кізі). Реж. — В. Сікорський,
- Гаранін Віктор Олександрович — «Жага екстриму» (А. Крим). Реж. — Селезньов Віталій Євдокимович, та у багатьох інших.

### у кіно
- «Карась» — «Возвращение Мухтара — 2» («Оранжевий Маврикій»),
- Борис Давидович — «Дякую тобі за все-2»
- Підполковник - Тримай біля серця

## Творча діяльність
Озвучував одного з героїв фільму «Пірати Карибського моря: Скриня мерця ». Відомий українському телеглядачу за рекламою Національної лотереї. Викладає акторське мистецтво у Вінницькому училищі мистецтв ім. Леонтовича.